# Cazanazis

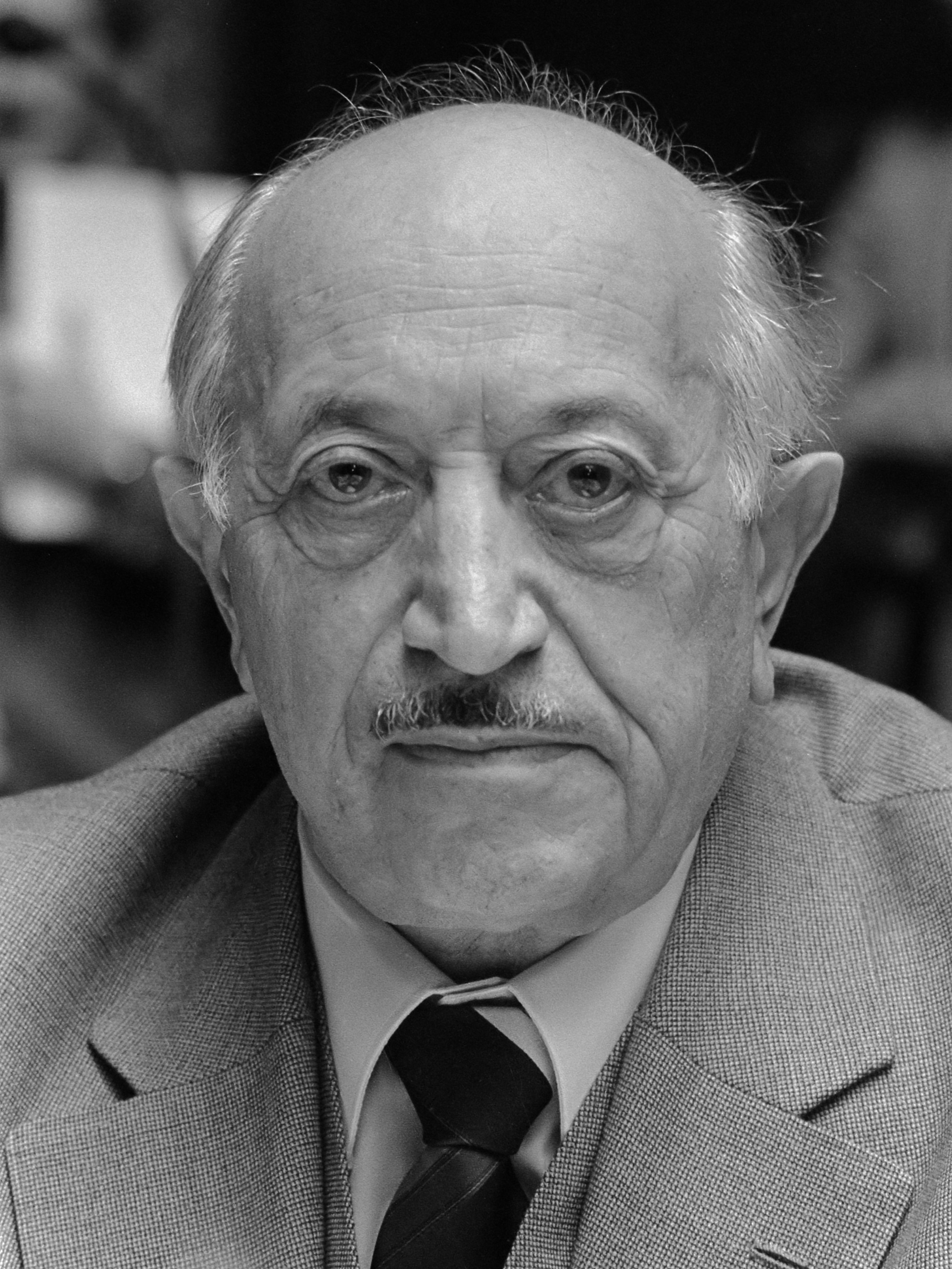
Simon Wiesenthal

Un cazanazis es un individuo que se dedica a seguir y recopilar información sobre antiguos nazis y miembros de las extintas SS que estuvieron involucrados en el Holocausto nazi, para poder así enviarlos a juicio por crímenes de guerra y contra la humanidad.
Algunos cazanazis prominentes son Simon Wiesenthal, Tuviah Friedman, Serge y Beate Klarsfeld, Yaron Svoray, Elliot Welles y Efraim Zuroff.

## Historia
En el contexto de la Guerra Fría, tras la Segunda Guerra Mundial, los aliados hicieron uso de antiguos científicos y operarios nazis para conseguir sus objetivos propios, como la Operación Paperclip. A menudo, a los cooperantes se les ofrecía protección gubernamental a cambio de su valiosa información, como Wernher von Braun el famoso ingeniero aeroespacial alemán, o Reinhard Gehlen, jefe del Servicio Federal de Inteligencia (Bundesnachrichtendienst/BND), agencia secreta germana, y fundador de la Gehlen Org y cofundador de la red ODESSA, que ayudó a exfiltrar a criminales nazis. Hubo cazanazis privados, que se dedicaban a buscar fugitivos por su cuenta, algunos de los cuales se escondían lejos de Europa.
Más tarde, bajo la presión de los activistas, incluyendo sus campañas de acoso al estilo de lo que hoy se denominaría escrache, hubo una mayor cooperación con los gobiernos occidentales, además de Israel. La actividad necesariamente acabó a finales del siglo XX, cuando la mayoría de los participantes en el holocausto habían muerto o alcanzado una edad avanzada.